# Білавтодор
Холдинг «Білавтодор» — група будівних і промислових компаній Республіки Білорусь, яка займає головні позиції на ринку комплексного будівництва, реконструкції й капітального ремонту об'єктів транспортної інфраструктури. Він також вироблює дорожно-будівну техніку, дорожно-будівні матеріали, залізобетон, сталь та іншу продукції для будівництва доріг і мостів. 

## Структура
В холдинг «Білавтодор» входять 13 дорожно-будівних, промислових, транспортних і тих компаній, які будують мости.

## Керівництво
Органи керування ВАТ «Керівнича компанія холдингу «Білавтодор» — загальне акціонерне товариство, рада директорів і виконавчий орган в лиці генерального директора.

### Керівники
- Олександр Васильович Мінін (2002 — теперішній час)[2]
- Юрій Станіславович Масюк